# John O’Byrne
John Joseph Gabriel O’Byrne (ur. 20 lutego 1878 w Rabastens, zm. 20 marca 1917 w Bresson) – francuski wojskowy, kapitan marynarki, dowódca okrętów podwodnych.

## Życiorys
Urodził się w Rabastens jako czwarty syn Henry’ego O’Byrne’a, Irlandczyka z pochodzenia, oraz Elizabeth du Bourg, potomkini jednej z najstarszych rodzin Tuluzy. W 1896 wstąpił do École navale, 5 października 1889 został mianowany na podchorążego marynarki (aspirant). 1 stycznia 1900 został skierowany na pancernik „Charles Martel”, a dokładnie rok później został przeniesiony na krążownik „Friant” należący do Eskadry Dalekiego Wschodu (Escadre d’Extrême-Orient). Brał udział w stłumieniu powstania bokserów, w październiku awansowany na podporucznika marynarki (enseigne de vaisseau de 2e classe). Od 1 stycznia 1903 służył na pancerniku „Charlemagne”, a od 1 stycznia 1906 na pancerniku „Suffren”, 29 września 1907 został pierwszym oficerem torpedowca „Bourrasque”. 28 lipca 1908 rozpoczął służbę jako pierwszy oficer na okręcie podwodnym „Gnôme”, 11 marca 1910 awansował na kapitana marynarki (lieutenant de vaisseau), by 1 stycznia 1911 objąć dowództwo okrętu podwodnego „Anguille”. 12 listopada 1912 został dowódcą „Curie”.
Podczas I wojny światowej głównym obszarem działalności francuskiej marynarki wojennej było Morze Śródziemne. W nocy z 19 na 20 grudnia 1914 podjął próbę wtargnięcia do portu Pola, głównej bazy marynarki wojennej Austro-Węgier w celu zaatakowania stacjonujących tam pancerników. Po uprzedniej obserwacji portu ominął pierwszą sieć zagrodową o 11:30, niestety wpadł w drugą. Mimo pięciogodzinnych wysiłków okręt nie był w stanie wydostać się z pułapki. Zmuszony do wynurzenia dostał się pod ostrzał austriackich okrętów oraz baterii nadbrzeżnych. O’Byrne rozkazał zatopić okręt oraz zniszczyć tajne dokumenty. W wyniku ostrzału został 19 razy trafiony odłamkami. Najgroźniejsza okazała się rana płuca, spędził godzinę w lodowatej wodzie zanim uratował go austriacki pancernik „Viribus Unitis”. Wzięty do niewoli, został przewieziony do szpitala w Grazu, gdzie przeszedł operację płuca. W czerwcu 1915 jego żona otrzymała zgodę władz austriackich na odwiedziny męża. Pod koniec stycznia 1917 jego stan zdrowia się pogorszył i został wymieniony na austriackiego oficera. Przewieziony do rodziny żony w Bresson, zmarł 20 marca 1917.

## Odznaczenia
- Krzyż Kawalerski Legii Honorowej
- Złoty Medal Za Męstwo Wojskowe

## Upamiętnienie
- Jedna z ulic w Rabastens nosi jego imię.
- Na jego cześć nazwano w okresie międzywojennym okręt podwodny.